# 保持社交距離

预防传染病出现陡峭的峰值，即削平传染病曲线，可以避免医疗机构不堪重负，也可以为疫苗/治疗方法的开发提供更多时间。延长传染病传播的时间可使医疗机构更好地管理患者数量。

各种削平曲线的方案

保持社交距離（英語：Social Distancing），世衛建議稱為保持人身距離，又稱采取社交距離、社交疏远，是一种試图阻止传染病传播或降低其速度的非药物性感染控制措施，其目的为减少感染者和未感染者之间的接触，并借此使疾病的传播途径、致病率和死亡率可以降到最低。
当传染病可以通过飞沫接触（咳嗽或喷嚏）、包括性接触在内的直接身体接触、间接身体接触（比如：接触受污染的表面，如染菌物）或空气传染（这样的微生物可以在空气中生存较长时间）来传播时，保持社交距離是最有效的感染控制措施。
不过，如果传染病主要通过受污染的水和食物或蚊子等昆虫载体传播，且人与人之间的传播频率很低，那么保持社交距離可能就不那么有效。保持社交距離的缺点包括孤独、生产率降低和失去与人际交往相关的其他好处。
早在公元前約1444年，《舊約聖經利未記》就有提及保持社交距離的概念，要求患皮膚病（經文稱為大痳瘋）的人「獨居營外」。历史上，人们在明白麻风病等传染病的传染方式，并发明出有效的治疗方式前，会利用麻风病疗养院和检疫站对病人保持社交距離，以阻止传染病传播。

## 理论基础
从流行病学的角度来看，保持社交距離的基础目标是降低基本传染数{\displaystyle R_{0}}，即在所有人都同样易感某种疾病的人群中，一个主要的感染者所传染的二次感染者的平均数量。保持社交距離的基础模型指出，当人口的一部分{\displaystyle f}保持社交距離，把人际交往次数减少至日常次数的一小部分{\displaystyle a}时，新的有效传染数{\displaystyle R}为：
{\displaystyle R=[1-(1-a^{2})f]R_{0}}
如果25%的人口把社交交往次数减少至日常次数的50%，那么有效传染数将减少至基本传染数的81%，这样的减少看似微不足道，却对延缓疾病的指数增长和传播意义深远。

## 例子

避免握手时的身体接触是保持社交距離的一个方面

以下为使用保持社交距離来控制疾病传染的例子：
- （主动或被动）关闭学校，并开展线上教育[21]
- 关闭工作场所，[22]包括关闭“非必要”的商业及社会服务业机构（“非必要”指机构不能为社区发挥主要的作用，这与必要服务（英语：essential services）的概念相反[23]）
- 隔离
- 隔离检疫
- 防疫线（英语：Cordon sanitaire）
- 保护性隔离（英语：Protective sequestration）
- 取消大型集会（英语：mass gathering），比如体育赛事、电影公映和音乐表演。[24]
- 关闭或限制公共交通
- 关闭娱乐设施（如社区游泳池、青年俱乐部和体育馆）[25]
- 个人“自我防护”措施，包括限制面对面接触、通过手机或网络开展业务、避免前往公共场所和减少不必要的旅行[26][27]
- “撞肘（英语：elbow bump）”（一种用来替代握手的问候方式）和“德拉库拉式打喷嚏”[28]

## 效果
研究表明，只有立即并严格地保持社交距離，才能有所成效。1918年流感大流行期间，美国政府在费城和圣路易斯实施了关闭学校、取缔公众集会等社交疏远干预措施，然而，费城将这些措施的启用推迟了5天，使得传染率翻了三至五倍，相反，圣路易斯对疫情反应得更加迅速，令当地降低传染率的措施卓有成效。布茨马和弗格森分析了1918年流感大流行期间16个美国城市的社交疏远措施，发现有时间限制的措施因为推行得太晚、取消得太早，往往只能适度地降低死亡率（可能为10-30%），且起到的作用十分有限。另外，一些城市在解除社交疏远控制后，出现了第二次流行高峰，这是因为，原本被保护起来的易感人群因控制的解除而暴露在外界。

### 关闭学校

2009年英国猪流感
模型由英国保健机构（HPA）建立

数学模型显示，关闭学校可能延缓疫情传播。不过，关闭学校的效果取决于儿童在校外的人际交往，并且，通常双亲中的一个不得不请假以照看孩子。此外，必要的“长期”隔离可能导致社会和经济混乱。
关闭学校使得1957年至1958年爆发的亚洲流感的致病率降低了90%，同样，它也使得美国在2004年至2005年间将流感的致病率控制到了50%。类似地，在墨西哥2009年流感疫情期间，强制关闭学校等社交疏远措施把流感的传染率降低了29%至37%。
2009年英国猪流感疫情期间，发表在《柳叶刀传染病》上的一篇名为《流感大流行期间关闭学校》的文章称，许多流行病学家赞成通过关闭学校来中断感染进程、延缓疾病传播并争取研究和生产疫苗的时间。在研究了1918年大流行、1957年大流行和1968年大流行等曾经的流感大流行后，流行病学家们报告了关闭学校对经济和劳动力的影响——尤其是当很大比例的医生和护士是妇女，且她们中的一半都拥有16岁以下的子女时的影响。流行病学家们还研究了流感于法国学校假期期间在法国的传播情况，并指出，病例数在学校关闭时有所下降，当学校重新开放时却又渐渐回升。他们又指出，在1999年至2000年的流感季节期间的以色列，当老师们举行罢工时，去看医生的人数下降了至少五分之一，呼吸道感染病例数下降了至少五分之二。

### 关闭工作场所
基于美国数据的建模与仿真研究表明，在关闭10%受影响工作场所之后，总体传染率约为11.9%，且流行高峰期的到来将略微延迟。相比之下，如果关闭掉33%的受影响工作场所，那么发病率将降至4.9%，且高峰期将延迟1周到来。

### 針對有患病風險者的隔離
在2003新加坡出現非典疫情時，為了減緩非典的疫情，有超過八千人強制居家隔離，另外有四千人需進行個人健康管理，注意自身是否有相關症狀，並且每天和醫療人員電話聯繫。這些人中，後來其實只有58人確診了非典，而公共衛生部門認為此措施防止了傳染病的進一步傳播。在2009年的德州流感疫情中，自願隔離者有減緩疫情的傳播。

### 防疫線
1995年時曾使用防疫線來控制位在薩伊境內基奎特的埃博拉出血热疫情。蒙博托·塞塞·塞科總統在基奎特附近駐軍，暫停所有進入此城市的航班。世界卫生组织和薩伊的醫療團隊在基奎特城內進行了進一步的防疫線，將墓地及治療病患的區域放在遠離人群的區域，成功的防治疫情的擴散。在2003年加拿大的非典疫情時，也有用社區隔離來防治疫情，有一些效果。

### 保護性隔離
在1918年出現流感疫情時，美國科羅拉多州的甘尼森為了避免引入傳染病，曾封閉城市二個月之久。所有的高速公路都不允許進入此城市。火車服務員也警告乘客，若他們在甘尼森下車，會被逮捕並隔離五天。在此措施下，甘尼森中沒有任何人因為當時的流感疫情而死亡。許多城市也採取了類似的防疫措施。

### 取消群眾聚集
一般認為群眾聚集會增加傳染病散佈的風險，但相關的證據說服力還不足。有軼事證據指出有特定種類的群眾聚集和流行性感冒的風險增加有關，也可能讓新的病毒株進入一些地區，在大規模流行時促進了社區性的傳播。在1918年的流行性感冒疫情中，費城及波士頓的閱兵讓許多已感染流感的水手和市民聚集在一處，也造成了疾病的傳播。若限制群眾聚集，並且配合其他社交疏遠的措施，可以降低傳染病的傳播。

### 旅遊限制
邊境管制及（或）國內的旅遊限制頂多可以將疫情延遲二至三週，除非實施率達到99%，不然不太可能將疫情再進一步的減緩。在2003年加拿大的非典疫情中，機場檢查對避免疫情擴散的助益不大，在美國也有類似情形。在1770年至1871年之間，奥地利和奥斯曼帝国有邊界管制，避免患有腺鼠疫的人進入奧地利，在管制後，奥斯曼帝国仍有鼠疫疫情，一直到十九世紀中才結束，而奧地利沒有大型的鼠疫爆發，因此防疫對策有效。
美國東北大學2020年的研究指出，「限制出入境中國的旅遊，配合降低社區傳播及個人傳播的措施，只能減緩2019冠状病毒病的跨國散布。沒有加上社交疏離措施的旅遊限制，在疫情防護上是不夠的。」研究發現武漢的旅遊禁令，只讓中國大陸其他地區的疫情延後三至五天一，不過讓跨國的傳播減少了80%。旅遊限制對2019冠状病毒病防治效果不大，因為患病初期可能沒有症狀。

## 缺点
保持社交距離的缺点包括孤独、生产率降低和失去与人际交往相关的其他壞处。在没有广泛使用远程技术和个人防护设备的发展中国家，社区往往更难检测其成员的健康。